# Checks and balances
Termen folosit în limba engleză, unde înseamnă "limitări și echilibre", este unul dintre principiile ce stau la baza democrației prezidențiale din SUA, conform căruia, asemenea principiului separației puterilor în stat, puterile statale trebuie să aibă aproximativ aceeași pondere, adică să fie echilibrate, pentru a se putea limita reciproc, evitând astfel ca puterea statală să fie folosită în mod abuziv.